# Mount Union (Pennsylvanie)
Pour les articles homonymes, voir Mount Union.
Mount Union est un borough situé à l'est du comté de Huntingdon, en Pennsylvanie, aux États-Unis,. En 2010, il comptait une population de 2 447 habitants. Le borough est incorporé le 19 avril 1867.

## Démographie
Lors du recensement de 2010, le borough comptait une population de 2 447 habitants. Elle est estimée, en 2019, à 2 338 habitants.

### Source de la traduction
- (en) Cet article est partiellement ou en totalité issu de l’article de Wikipédia en anglais intitulé « Mount Union, Pennsylvania » (voir la liste des auteurs).